# 알고리즘 및 자료 구조 사전
알고리즘 및 자료 구조 사전(Dictionary of Algorithms and Data Structures)은 컴퓨터 과학 분야에서 알려진 수많은 알고리즘 및 자료 구조들의 사전이다.

## 0-9
- 1차원
- 3차원

## A-Z
- A* 알고리즘
- AVL 트리
- B 트리
- B+ 트리
- BPP (복잡도)
- Co-NP
- Find (유닉스)
- K-d 트리
- LZW
- L-환산
- MAX-SNP
- MIT 컴퓨터 과학 및 인공지능 연구소
- NC (복잡도)
- NP (복잡도)
- NP-난해
- NP-완전
- PCP (복잡도)
- POD (데이터 구조)
- P-완전
- R 트리
- R* 트리
- R+ 트리
- RP (복잡도)
- ZPP (복잡도)
- Θ
- Μ-재귀 함수
- Ο
- Ω

## ㄱ
- 감마 함수
- 강한 연결 요소
- 검색 알고리즘
- 검색 엔진 색인
- 결정 문제
- 결정 트리
- 결정가능성
- 결정론적 알고리즘
- 결정론적 유한 상태 기계
- 결합법칙
- 경로 (그래프 이론)
- 경쟁성 분석
- 계산 가능 함수
- 계산 모델
- 계산 복잡도 이론
- 계산 트리 논리
- 계수 정렬
- 계승 (수학)
- 계통수
- 고속 푸리에 변환
- 공 그래프
- 공개 키 인증서
- 공용체 (컴퓨터 과학)
- 공유 메모리
- 교대 튜링 기계
- 교집합
- 교환법칙
- 구조 (논리학)
- 그래프 (그래프 이론)
- 그래프 (자료 구조)
- 그래프 그리기
- 그래프 동형 사상
- 그래프 번호매김
- 그래프 분할
- 그래프 색칠
- 그래프 이론 용어
- 그레이 부호
- 극값
- 극점 (기하학)
- 근사 알고리즘
- 근삿값의 순서
- 기사의 여행
- 기수 정렬
- 깊이 우선 탐색
- 꼬리 재귀
- 꼬리
- 꼭두각시 정렬
- 꼭짓점 (그래프 이론)

## ㄴ
- 나무 그래프
- 난수 발생기
- 난쟁이 정렬
- 너비 우선 탐색
- 네트워크 흐름
- 노드 (컴퓨터 과학)
- 논리곱
- 논리합
- 높이

## ㄷ
- 다면체
- 다운샘플링
- 다중 그래프
- 다포체
- 다항 시간 근사 해법
- 다항식
- 단조함수
- 담금질 기법
- 대각선 논법
- 대기행렬이론
- 대칭 관계
- 대칭차
- 덮개 (위상수학)
- 데이크스트라 알고리즘
- 덱 (자료 구조)
- 도달성
- 도이치–조사 알고리듬
- 독립집합
- 동적 계획법
- 동적 배열
- 동형 사상
- 둠스데이 알고리즘
- 듀얼 그래프
- 등차수열
- 디그리

## ㄹ
- 랜덤 접근 기계
- 레드-블랙 트리
- 로그 (수학)
- 로그 눈금
- 리스트 (컴퓨팅)

## ㅁ
- 마르코프 연쇄
- 마스터 정리
- 맨해튼 거리
- 메모리 세그먼트
- 메모이제이션
- 메타휴리스틱
- 몬테카를로 알고리즘
- 무게 중심 (기하학)
- 무차별 대입 검색
- 무차별 대입 공격
- 문자열 검색 알고리즘
- 문자열
- 미국 국가표준 협회
- 미국 국립표준기술연구소
- 민코프스키 공간
- 밀러-라빈 소수판별법
- 밀집 그래프

## ㅂ
- 바쁜 비버
- 반대칭 행렬
- 반대칭관계
- 반복문
- 반복적 깊이심화 탐색
- 반사관계
- 반사슬
- 배낭 문제
- 배열
- 배타적 논리합
- 버디 메모리 할당
- 버로우즈-휠러 변환
- 버블 정렬
- 버킷 정렬
- 베일리–PSW 소수판별법
- 벤 다이어그램
- 벤포드의 법칙
- 벨먼-포드 알고리즘
- 변 색칠
- 병렬 랜덤 접근 기계
- 보고 정렬
- 복잡도 종류
- 부모
- 부분 수열
- 부분 순서 집합
- 부분 정의 함수
- 부분집합
- 부정 (논리학)
- 부정논리곱
- 부정논리합
- 부합 (그래프 이론)
- 부호 워드
- 분기 한정법
- 분산 알고리즘
- 분할 정복 알고리즘
- 불 함수
- 불리언 자료형
- 브래드포드 법칙
- 브랜치 (버전 관리)
- 브랜치 (컴퓨터 과학)
- 브레젠험 직선 알고리즘
- 블록 (프로그래밍)
- 블룸 필터
- 비결정론적 유한 상태 기계
- 비결정론적 튜링 기계
- 비결정적 알고리즘
- 비교 정렬
- 비잔티움 장애 허용
- 비터비 알고리즘
- 빈칸 목록
- 빗질 정렬
- 뿌리

## ㅅ
- 사운덱스
- 사전식 순서
- 산술 부호화
- 삼각 부등식
- 삼각행렬
- 삼항 탐색 트리
- 삽입 정렬
- 상수 함수
- 상태 (컴퓨터 과학)
- 샤논-파노 부호화
- 서로소 집합
- 서명
- 서브스트링
- 선입 선출
- 선택 알고리즘
- 선택 정렬
- 선형 계획법
- 선형 합동 생성기
- 선형성
- 성긴 행렬
- 세면기
- 세포 자동자
- 셸 정렬
- 손실 함수
- 쇼어 알고리즘
- 수학적 최적화
- 순열
- 순차 검색 알고리즘
- 순환 중복 검사
- 스레드 이진 트리
- 스택
- 스털링 근사
- 스테인하우스-존슨-트로터 알고리즘
- 스플레이 트리
- 시간 논리
- 시간 복잡도
- 시에르핀스키 삼각형
- 식사하는 철학자들 문제
- 신장 부분 그래프
- 신탁 기계
- 실행

## ㅇ
- 아커만 함수
- 알고리즘 분석
- 알고리즘
- 알파벳 (형식 언어)
- 앞자리 부호
- 양자 컴퓨팅
- 언어
- 에라토스테네스의 체
- 여덟 퀸 문제
- 여집합
- 역색인
- 연결 리스트
- 연결 요소 (그래프 이론)
- 연관 배열
- 영속 자료 구조
- 오목함수
- 오토마타 이론
- 오프셋 (컴퓨터 과학)
- 온라인 알고리즘
- 완전 그래프
- 완전순열
- 외판원 문제
- 우선순위 큐
- 우주
- 원시 재귀 함수
- 원형 버퍼
- 위상동형사상
- 위상정렬
- 유니버설 해싱
- 유리형 함수
- 유사난수
- 유클리드 거리
- 유클리드 호제법
- 유한 상태 기계
- 유향 그래프
- 유향 비순환 그래프
- 은닉 마르코프 모형
- 이분 그래프
- 이분법 (수학)
- 이산 푸리에 변환
- 이중 연결 리스트
- 이중 해시
- 이중통신
- 이진 검색 알고리즘
- 이진 공간 분할법
- 이진 최대공약수 알고리즘
- 이진 탐색 트리
- 이진 트리
- 이진 힙
- 이항 관계
- 이항 힙
- 인덱스 (데이터베이스)
- 인접 리스트
- 인접행렬
- 인터페이스 (컴퓨팅)
- 인트로 정렬
- 잎

## ㅈ
- 자가 균형 이진 탐색 트리
- 자료 구조
- 재귀 (컴퓨터 과학)
- 재귀 언어
- 재귀 열거 언어
- 재귀 자료형
- 재귀
- 적응형 정렬
- 전순서
- 점근 표기법
- 점화식
- 접미사 배열
- 정렬 알고리즘
- 정수 계획법
- 정지 문제
- 정형 기법
- 제곱근
- 제약 충족 문제
- 제자리 알고리즘
- 조상
- 조합
- 죄수의 딜레마
- 중국인의 나머지 정리
- 중복집합
- 중앙값
- 지름
- 지프의 법칙
- 집합 (추상 자료형)
- 집합 덮개 문제
- 집합의 분할

## ㅊ
- 차원
- 참조
- 처치-튜링 논제
- 초그래프
- 최근접 이웃 탐색
- 최단 경로 문제
- 최대 공약수
- 최빈값
- 최상 우선 탐색
- 최선, 최악, 그리고 평균의 경우
- 최소 공배수
- 최장 공통 부분 수열
- 최적화 문제
- 추상 구문 트리
- 추상 자료형
- 추이적 관계
- 치역

## ㅋ
- 카노 맵
- 칵테일 정렬
- 캐시
- 커누스-모리스-프랫 알고리즘
- 커뮤니케이팅 시퀜셜 프로세스
- 콜모고로프 복잡도
- 쾨니히스베르크의 다리 문제
- 쿡-레빈 정리
- 퀵 정렬
- 큐 (자료 구조)
- 크러스컬 알고리즘
- 크리스토피데스 알고리즘
- 크리티컬 패스 분석법
- 크립키 구조
- 클릭 (그래프 이론)
- 클릭 문제

## ㅌ
- 타입-토큰 구별
- 탐색 트리
- 탐욕 알고리즘
- 퇴각검색
- 튜링 기계
- 트라이 (컴퓨팅)
- 트랜스듀서
- 트리 구조 (모델)
- 트리 구조
- 트리 순회

## ㅍ
- 팔진트리
- 패턴
- 페아노 곡선
- 평균값
- 평면 그래프
- 포인터 머신
- 포함배제의 원리
- 표본조사
- 푸시다운 자동 기계
- 프랙탈
- 프로세스 계산
- 프로퍼티 리스트
- 프림 알고리즘
- 플로이드-워셜 알고리즘
- 피보나치 수열
- 피보나치 수의 일반화
- 피보나치 힙

## ㅎ
- 하노이의 탑
- 한붓그리기
- 할선법
- 함수 (컴퓨터 과학)
- 함수
- 합병 정렬
- 항등 함수
- 항수 (수학)
- 해밀턴 경로
- 해밍 거리
- 해시 충돌
- 해시 테이블
- 해시 트리
- 해시 함수
- 행렬
- 허프먼 부호화
- 형식 검증
- 형식 언어
- 형제자매
- 홀짝 정렬
- 확률적 알고리즘
- 확률적 튜링 기계
- 환산 (복잡도)
- 회전
- 휴리스틱 이론
- 힐베르트 곡선
- 힙 (자료 구조)
- 힙 정렬